# 庞培柱

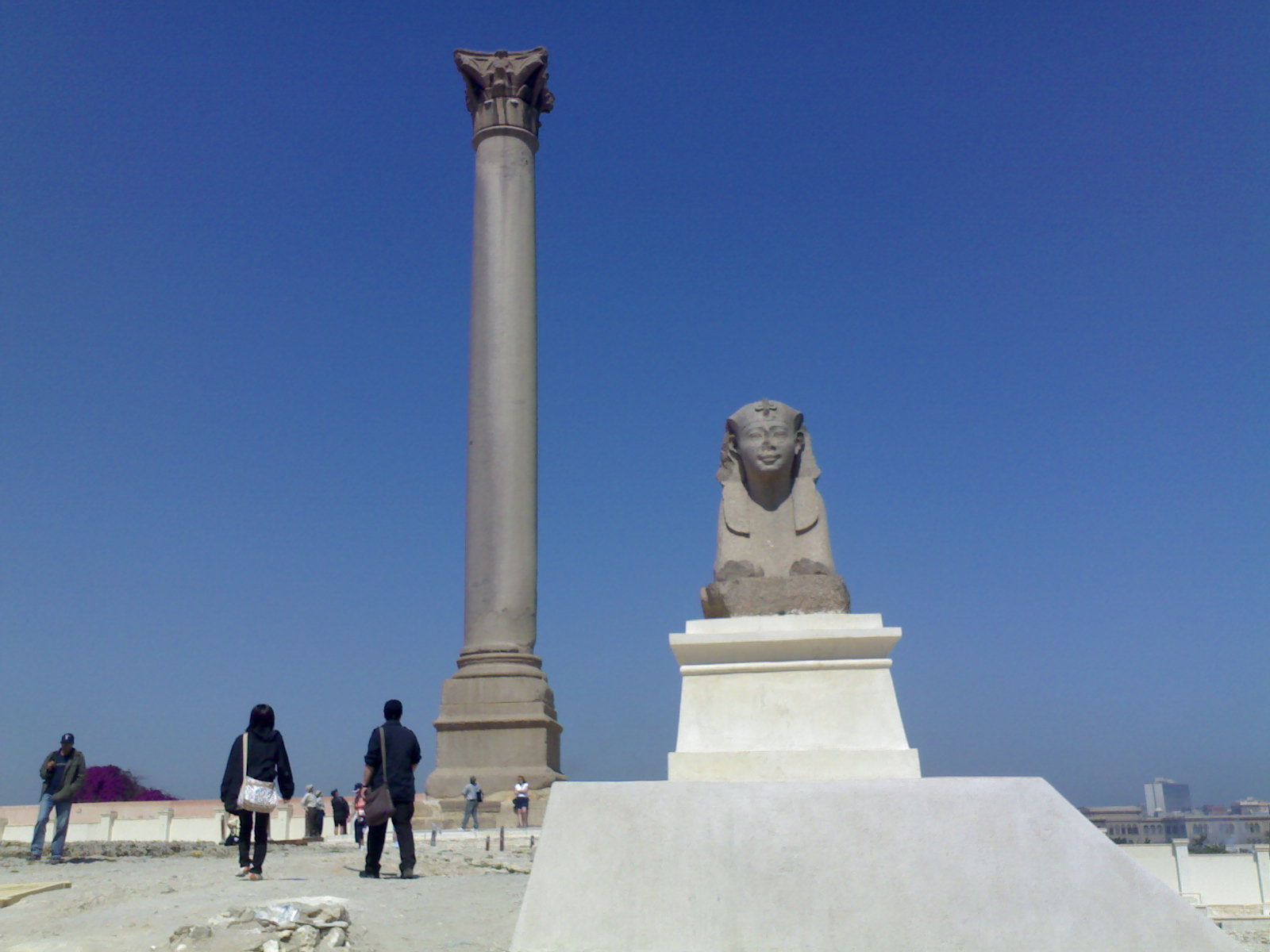
庞培柱

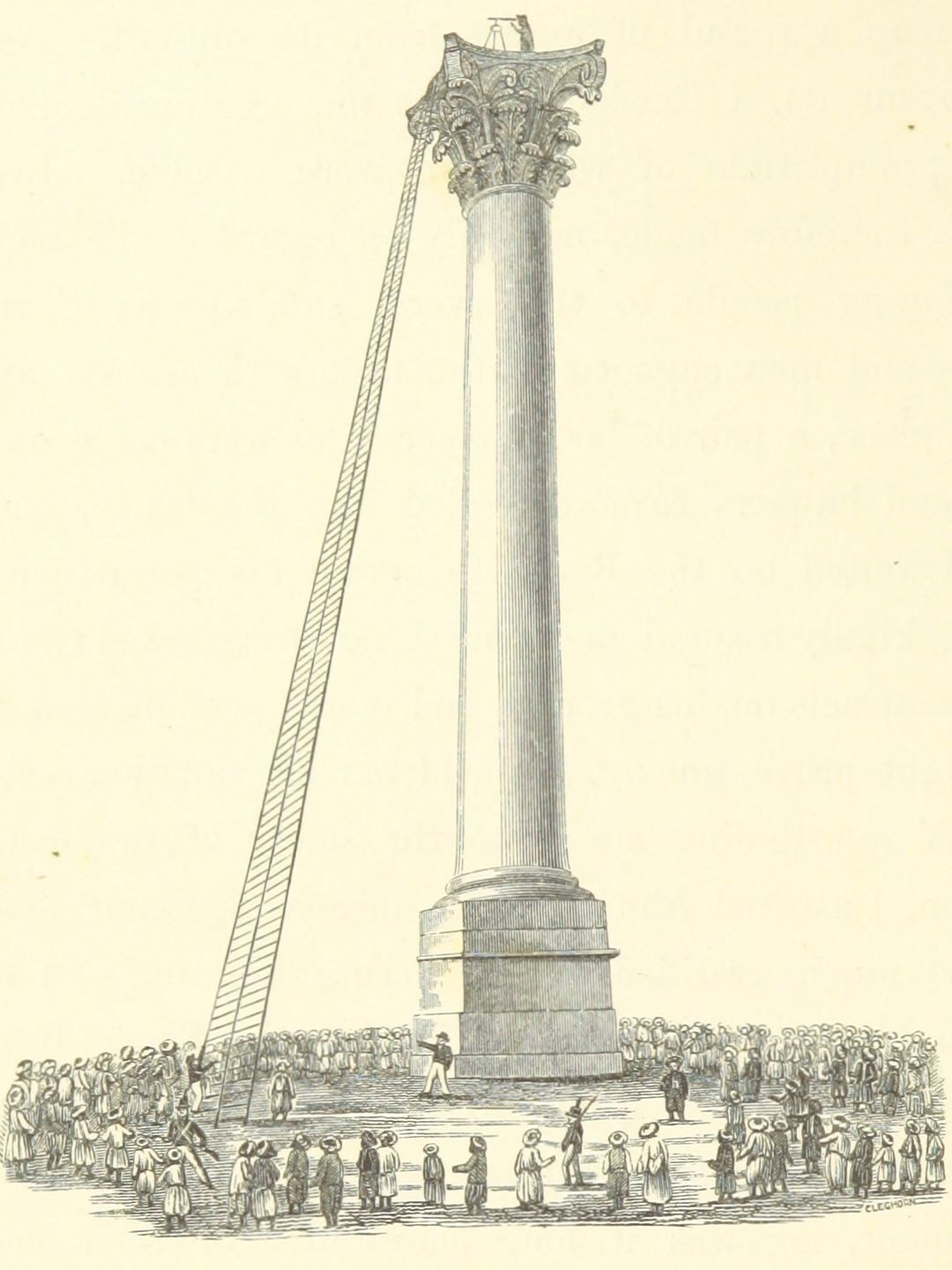
英国海军司令约翰·斯特兰登上柱子（1803）

庞培柱是埃及亚历山大港的一根罗马凯旋柱，也是当时罗马帝国首都罗马和君士坦丁堡以外最大的一根凯旋柱，使用整片红色阿斯旺花岗岩建造，采用科林斯柱式。
庞培柱高度为20.46米，底部直径为2.71米，重285吨。
其实庞培柱并非建于格奈乌斯·庞培时期，而是建于公元297年，纪念罗马皇帝戴克里先镇压亚历山大叛乱的胜利。
穆斯林旅行家伊本·白图泰在公元1326年访问亚历山大港，记载了关于攀登庞培柱的故事。1803年2月，英国海军赫克托尔号舰长约翰·斯特兰德两次登上了庞培柱。